# Oplachantha annulipes
Oplachantha annulipes är en tvåvingeart som först beskrevs av Günther Enderlein 1921.  Oplachantha annulipes ingår i släktet Oplachantha och familjen vapenflugor.
Artens utbredningsområde är Venezuela. Inga underarter finns listade i Catalogue of Life.